# Michel Hervé (homme politique)
Pour les articles homonymes, voir Michel Hervé et Hervé.
Michel Hervé, né le 29 septembre 1945 à Parthenay, est un entrepreneur, homme politique français.

## Biographie
Michel Hervé fait ses études aux lycées Chevrollier à Angers et Descartes à Tours ; il est diplômé de l'Institut français du froid industriel, avant de fonder, en 1972, le Groupe Hervé, spécialisé dans l'installation et la maintenance de climatisations. Il est Professeur associé à l'Université Paris VIII-Vincennes.
Michel Hervé s'implique en politique au sein du Parti socialiste. Il est maire de Parthenay pendant 22 ans à partir de la fin des années 1970. Il est également élu conseiller régional de Poitou-Charentes (1986-1998).
En mars 1986, il devient député des Deux-Sèvres. Il est également vice-président de la fédération des élus socialistes et trésorier-adjoint de l'association des Maires de France. De 1988 à 1996, Michel Hervé dirige Europe 99 (ex-Europe 92).
En 1989, il devient parlementaire européen où il fonde l’Intergroupe Tibet du Parlement européen,.
Il publie plusieurs livres pour théoriser ses principes managériaux,, notamment avec la Docteur ès lettres Élisabeth Bourguinat, le philosophe Thibaud Brière, ou le sociologue Alain d'Iribarne. Ségolène Royal a préfacé l'un de ses livres.
De 1988 à 1996 Michel Hervé est Président de la Maison Grenelle, association de personnalités du monde scientifique et culturel, aux côtés d'Edgar Morin. Dès 1996, Michel Hervé créé la première ville numérisée de France à Parthenay ,, un laboratoire en matière de technologies de l'information au service des citoyens. La municipalité de Parthenay s’est lancée dans l’aventure des nouvelles technologies de l'information et de la communication (Ville numérique).

## Détail des fonctions et des mandats
- 1979 - 2001 : maire de Parthenay et président du district
- 16 mars 1986 - 14 mai 1988 : député des Deux-Sèvres
- 1986 - 1998 : conseiller régional de Poitou-Charentes
- 1989 - 1994 : député européen

## Principes managériaux
Comme chef d'entreprise, Michel Hervé dit s'être inspiré de ses lectures d'Hannah Arendt pour penser un mode de management où les hommes ne peuvent se défausser de la responsabilité de leurs actions sous prétexte qu'ils auraient simplement « obéi aux ordres » édictés par une figure d'autorité. Trois principes sont affichés pour ce faire : pas d'exécutants, ce qui veut dire que chacun doit être partie prenante aux décisions qu'il sera tenu d'afficher et pas de chef ou d'expert dont la figure d'autorité serait telle qu'elle permettrait aux autres de se défausser de leur responsabilité inhérente,. Il plaide pour une démocratie concertative,.
Ces principes et leur mise en œuvre concrète au sein du Groupe Hervé donnent lieu à des critiques, mentionnant notamment des accusations de classement des salariés et selon trois anciens salariés licenciés, "une ambiance pesante",. Un ancien salarié indique au Monde que « la liberté critique dans le groupe est une fumisterie, une vitrine… [...]. A l’intérieur tout n’est que mensonge et manipulation ».
Le Groupe Hervé y a répondu par le biais d’un droit de réponse. Selon son patron, tous les représentants du personnel et syndicaux l'ont également démenti en CSE, ce qu'indique le communiqué du 3 février 2021 de la CFDT, syndicat majoritaire du groupe : « En date du 19 janvier 2021 le Comité Social et Economique Central du groupe Hervé a été consulté sur le questionnement de la cellule investigation de radio France. Celui-ci a répondu à l’ensemble des questions par la négative à l’unanimité. En conclusion, la CFDT affirme qu’il n’existe aucune grille d’évaluation, aucun fichier et aucun classement dans le groupe Hervé attribuant des qualificatifs animaliers à ses collaborateurs », ce qu'un panel d'une quinzaine de salariés confirme à deux auteurs en 2021.

## Controverse sur le mécénat
Dans une enquête sur la Fondation de Ségolène Royal, la cellule investigation de Radio France révèle que le groupe Hervé aurait financé la fondation à travers un don et qu'il lui mettrait à disposition un « grand appartement, à deux pas de la Tour Eiffel », utilisé comme siège par sa fondation.